# 巴德傑 (加利福尼亞州)
巴德傑（英語：Badger）是位於美國加利福尼亞州圖萊里縣的一個非建制地區。該地的面積和人口皆未知。

## 地理
巴德傑的座標為36°37′53″N 119°00′47″W / 36.63139°N 119.01306°W，而該地的平均海拔高度為926米（即3038英尺）。